# Klassifikation keramischer Massen
Durch die Klassifikation keramischer Massen werden die verschiedenen Keramiken den Klassen 1 bis 3, verschiedenen Unterklassen, Gruppen sowie Untergruppen zugeordnet und ggf. weiter spezifiziert.

## Einteilung in Klassen
|         | Klasse                  | Unterklasse        | Gruppe                                                    | Untergruppe        | Beispiele                                                                                 |
| Keramik | Irdengut                | Baukeramik         |                                                           |                    | Ziegelsteine, Formsteine, Klinker, Abflussrohre, Dachziegel                               |
| Keramik | Irdengut                | Feuerfeste Keramik |                                                           |                    | Schamotte                                                                                 |
| Keramik | Irdengut                | Sonstiges Irdengut | Tonware                                                   | Tonware unglasiert | Terrakotta, Blumentöpfe                                                                   |
| Keramik | Irdengut                | Sonstiges Irdengut | Tonware                                                   | Tonware glasiert   | Majolika, Fayence und Frittenporzellan (auch Halbporzellan)                               |
| Keramik | Irdengut                | Steingut           | Kalk- oder Weichsteingut                                  |                    |                                                                                           |
| Keramik | Irdengut                | Steingut           | Feldspat- oder Hartsteingut                               |                    | frostsichere Wandplatten, Sanitärartikel, Geschirr                                        |
| Keramik | Irdengut                | Steingut           | Mischsteingut                                             |                    | Wandplatten, Geschirr                                                                     |
| Keramik | Sinterzeug              | Steinzeug          | Grobsteinzeug nicht weißbrennend                          |                    | Klinker, Fliesen, Kanalisationsrohr, Industriekeramik, Coade-Stein                        |
| Keramik | Sinterzeug              | Steinzeug          | Feinsteinzeug hell- oder weißbrennend (ähnlich Porzellan) |                    | Geschirr, Sanitärartikel, chemische Geräte, Mosaiken, Fliesen                             |
| Keramik | Sinterzeug              | Porzellan          | Hartporzellan                                             |                    | Gebrauchsgeschirr                                                                         |
| Keramik | Sinterzeug              | Porzellan          | Weichporzellan                                            |                    | Zierplastiken aus Knochenporzellan oder Biskuitporzellan                                  |
| Keramik | Keramische Sondermassen |                    | Hochtemperatur-Sondermassen (Mischkeramik)                |                    | Hochfeuerfeste Oxidkeramik mit metallischen Beigaben. Turbinenschaufeln, Schneidwerkzeuge |
| Keramik | Keramische Sondermassen |                    | Elektrokeramik                                            |                    | Isolatoren, Kondensatoren, Piezokeramik, Magnete, Halbleiterwiderstände                   |

### Klasse 1: keramisches Irdengut
Zum Irdengut gehören neben feuerfesten und Baukeramiken auch Steingut und die sogenannten Tonwaren. Bestandteile: Ton bzw. Kaolin und gegebenenfalls Quarz und/oder Feldspat, Kalk, poröse, nicht durchscheinende, kristallisierte Scherben.
Baukeramik
Nicht feuerfeste Ziegelsteine, Formsteine (1200 bis 1350 °C), Klinker, Drainagerohre (1000 bis 1150 °C), Dachziegel
Feuerfeste Keramik
Schamottesteine für Herde, Öfen (1300 °C). Sillimanit, Magnesit, u. a. zur Auskleidung von Industrieöfen in der Eisen- und Zementindustrie (1500 °C)
Sonstiges Irdengut
- Tonware: vorwiegend flussmittelreiche Tone, bis 40 Prozent Kalk und andere Beimischungen; weißer, ocker bis rotbrauner poröser Scherben mit mattem, feinkörnigem Bruch; Brenntemperatur 1000 bis 1200 °C; von Hand (Töpferscheibe, Gießverfahren) oder mittels Presse geformte Tonwaren. Geschirr, Gerätschaften für Haus und Garten, Zierkeramik, Raku-Keramik, Tin-glazed pottery
  - unglasierte Tonware: gelb bis rot gebrannte wetterfeste Keramik
    - Terrakotta (Zugabe von Schamotte- oder Ziegelmehl); Figuren, Gebrauchs- und Ziergegenstände, Blumentöpfe

  - Glasierte Tonware: Gelegentlich werden keramische Produkte dieser Untergruppe auch als „Halbporzellan“ bezeichnet.
    - Majolika: Ursprünglich farbiger poröser Scherben mit undurchsichtiger farbiger Glasur[1]
    - Fayence: Ursprünglich weißer, gelbgrauer oder hell-rot-brauner, poröser Scherben, weiße deckende Glasur[1]
    - Frittenporzellan (auch Frittenware oder Fritware): Ausgangsprodukt ist die Fritte (aus Quarzsand, Salpeter, Kochsalz, Soda, Alaun und Calciumsulfat in Form von Alabaster oder Gips), die mit kreide- oder gipshaltigem Mergel vermischt und gebrannt wird.

Steingut
Reinweißer bis elfenbeinfarbener, poröser Scherben mit durchsichtiger Glasur; Rohbrand 1150 bis 1250 °C; Glasurbrand oberhalb von 960 °C, aber unterhalb der Rohbrandtemperatur; meist durchscheinend oder farblos
- Kalk- oder Weichsteingut: Ton, Kaolin, Quarz, Kalk; Brenntemperatur 1120 bis 1150 °C; besonders für Unterglasurmalerei geeignet.
- Feldspat- oder Hartsteingut: Ton, Kaolin, Quarz, Feldspat. Brenntemperatur 1220 bis 1250 °C; frostsichere Wandplatten, Sanitärartikel, Geschirr
- Mischsteingut: Ton, Kaolin, Quarz, Kalk, Feldspat; Wandplatten, Geschirr

### Klasse 2: keramisches Sinterzeug
Zum Sinterzeug zählt neben Steinzeug auch Porzellan. Ceracron soll auch zur Unterklasse Porzellan gehören, ist aber wegen Geheimhaltung der Rezeptur nicht klassifizierbar. Bestandteile: Ton bzw. Kaolin und gegebenenfalls Quarz und/oder Feldspat, Kalk; nichtkristallisierte dichte Massen, nicht oder nur an den Kanten durchscheinend, hohe Festigkeit
Steinzeug
Merkmale: Scherben dicht, nicht durchscheinend, auch farbig, meist aber hell
- Grobsteinzeug (nicht weißbrennend): Brenntemperatur 1100 bis 1400 °C; häufig Lehm- oder Anflugglasur; Klinker, Fliesen, Tröge, Kanalisationsrohre, Gefäße für die chemische Industrie, Coade-Stein

- Feinsteinzeug (weiß- oder hellbrennend, ähnlich dem Porzellan): Ton, Quarz, Feldspat; Brenntemperatur 1250 bis 1300 °C (gemeinsamer Roh- und Glasurbrand); Herstellung von Geschirr, Sanitärartikel, chemische Geräte, Mosaiken, Fliesen & Ziergefäßen. Übergangsform zum Porzellan: Seladon, Vitreous China

Porzellan
Bestandteile: Kaolin, Quarzsand, Feldspat, Spurenelemente und ggf. Beimischungen
- Hartporzellan: 50%(47-66)/25%/25%, dichter transparenter Scherben, Schrühbrand ca. 900 °C – 1000 °C, Glasurbrand 1400 °C bis zu 1460 °C, Gebrauchs- und Ziergeschirr (Beispiel: Imari-Porzellan)

- Weichporzellan: 30%(25-40)/45%/30%, bei niedrigerer Temperatur für den Glasurbrand: Temperatur bis maximal 1350 °C, bevorzugt für Zierplastiken
  - Knochenporzellan (mit bis zu 50 % Anteil verglühter Knochenasche) bzw. Feines Knochenporzellan als Weiterentwicklung. Eine Besonderheit des Knochenporzellans ist die Brennfolge. So liegt die Temperatur beim ersten Brand ohne Glasur (Schrühbrand) mit  1280 °C höher als bei dem Auftrag der Glasur folgenden Glattbrand mit 1080 °C.
  - Biskuitporzellan: Oberfläche unglasiert, seidig matt glänzend

### Klasse 3: keramische Sondermassen
Zur Klasse 3 zählen u. a.: Paperclay, Dentalkeramik oder Zahnkeramik, hochgesinterte Oxidkeramiken als Schneidstoff für Schneid- und Schleifkörper (Aluminium-, Zirconium-, Magnesium-, Beryllium-, Thoriumoxid; frei von Siliciumdioxid). Im weiteren Sinne gehören dazu auch die Ferrite und Titanate.
Hochtemperatur-Sondermassen (auch Mischkeramik)
Hochfeuerfeste Oxidkeramik mit geringen Beigaben verschiedener Metalle. Zähigkeit der Metalle ist hier mit der Korrosionsbeständigkeit und Feuerfestigkeit der Keramik vereint. Verwendung als Turbinenschaufeln oder als Schneidwerkzeuge.
Elektrotechnische Sondermassen
Elektroporzellan für Isolatoren, Titanoxid-Keramik für Kondensatoren, Piezokeramik für elektroakustische Wandler, Werkstoffe für Magnete, Halbleiterwiderstände.

## Grobkeramik, Feinkeramik, technische Keramik
Eine andere Einteilung ist die in Grobkeramik und Feinkeramik. Grobkeramik umfasst neben Grobsteinzeug auch feuerfeste Keramik und Baukeramik. Alle übrigen Massen zählen zur Feinkeramik. Diese zeichnet sich durch ausgewählte Rohstoffe, besonders sorgfältige Aufbereitung der Rezepturen und aufwendigere Formgebung (zum Teil per Hand) aus.
Die zu den Sondermassen gerechneten Keramiken werden auch als technische Keramik bezeichnet.